# Стародорожский сельсовет
Стародорожский сельсовет — административная единица на территории Стародорожского района Минской области Белоруссии.

## Географическое положение
Граничит с Новодорожским, Положевичским, Дражновским, Горковским сельсоветами Стародорожского района Минской области.

## История
Стародорожский сельский Совет образован 1924 году.

## Состав
Стародорожский сельсовет включает 12 населённых пунктов:
- Александровка — деревня.
- Дубное — деревня.
- Кармазы — деревня.
- Лаги — деревня.
- Макаричи — деревня.
- Новины — деревня.
- Оршаль — деревня.
- Слободка — деревня.
- Старые Дороги — агрогородок.
- Старые Исаевичи — деревня.
- Разъезд Фаличи — деревня.
- Шапчицы — агрогородок.

## Производственная сфера
- ЛДД-683 ДЭУ-68
- Стародорожское лесничество ГОЛХУ «Стародорожский лесхоз».
- Сельское хозяйство: ОАО «Стародорожское», ООО «Шапчицы-агро».

## Социально-культурная сфера
- Здравоохранение: 3 фельдшерско-акушерских пункта.
- Образование: 2 дошкольных учреждения.
- Культура: 1 сельский Центр культуры и досуга, 1 сельский клуб, 2 библиотеки-клуба, 2 библиотеки.